# Davide Falcioni
Davide Falcioni (Fano, 19 maggio 1975) è un ex calciatore italiano, di ruolo portiere.

## Carriera
Dopo gli esordi in gioventù nel Fano, squadra della sua città, cresce nel vivaio della Fiorentina. Torna a Fano nel 1992, debuttando in Serie C2 a 17 anni. Nel 1995 passa all'Olbia, con cui gioca da titolare nella stessa categoria, emergendo nel corso del campionato 1995-1996 tra i maggiori prospetti del ruolo.
Le prestazioni offerte durante la stagione in Sardegna attirano l'interesse della Juventus, che lo ingaggia nell'estate 1996 affidandogli il ruolo di terzo portiere, alle spalle di Angelo Peruzzi e Michelangelo Rampulla. Pur chiuso nel ruolo dai succitati compagni di squadra, con i bianconeri esordisce in Serie A il 1º giugno 1997, a Torino contro la Lazio (2-2), presenza che gli consente di fregiarsi della vittoria dello scudetto.
In seguito milita nel Treviso, in Serie B, prima di passare al Vicenza dove disputa 3 gare in massima categoria. Successivamente difende la porta del Livorno, in Serie C1, quella del Cosenza per un triennio e del Catania, entrambe tra i cadetti.
Spende gli ultimi anni di carriera nelle categorie minori, prettamente tra i dilettanti: nel 2004 scende in Serie D al Real Montecchio, poi la stagione seguente un breve ritorno a Fano e tra i professionisti, per concludere l'attività nel 2007 in Eccellenza con la Vis Pesaro.

## Palmarès

### Competizioni nazionali
- Campionato italiano: 1

Juventus: 1996-1997

### Competizioni internazionali
- Supercoppa UEFA: 1

Juventus: 1996
- Coppa Intercontinentale: 1

Juventus: 1996